# グラハム・デイヴィッド・スミス
グラハム・デイヴィッド・スミス（Graham David Smith、1937年 - 2021年）は、イギリスの美術家、著作家。アメリカ合衆国において、ポール・クライン (Paul Cline) という名義で活動していた時期もあった。

## 経歴
ロンドンのイーストエンドに生まれたスミスは、ウォルサムストウ美術学校（Walthamstow College of Art、後のウォルサム・フォレスト・カレッジ）に学び、そこで1956年にエリック・ヘボンと出会い、愛人関係になったが、後にヘボンは悪名高い贋作家となった。スミスは、ロイヤル・カレッジ・オブ・アートに進み、ヘボンはロイヤル・アカデミーに進んだが、ふたりの愛人関係はその後13年間にわたって続いた。
ヘボンが、アカデミーのローマ賞 (the Academy's Prix-de-Rome) で勝ち取った2年間の留学から帰国すると、ふたりはハイベリーの寂れたホテル、カンバーランド・ホテル (Cumberland Hotel) で同棲を始めた。彼らは、美術品の売買を始め、掘り出し物を求め、長い時間をかけて古物商の店を回った。彼らはレスター・スクエア近くに店を構えていたマリー・グレイ (Marie Gray) と親しくなり、彼女の提案で、彼女が在庫として持っていた年代物の無地の紙を使って、ヘボンが独自の素描を描き、スミスがそれを「骨董化 (antiqued)」した。
1963年、彼らはイタリアへ拠点を移して、ギャラリーを開き、この店は当時の美術専門家たちの一部の関心を引くことになった。そうした中に、サー・アンソニー・ブラントもおり、彼はローマに滞在する際には、しばしばふたりを訪問していた。
やがて、スミスとヘボンの関係は離れ、スミスは1969年にロンドンへ帰国した。彼は織物や壁紙のデザインの仕事を手がけるようになり、樹木や花、鳥、動物などを様式化したデザインを、ジーン・ミュアーやオズボーン&リトルなどに提供した。
1970年代後半には、スミスは愛人であったジョン・エリカー (John Elliker) とともにカリフォルニア州へ移り住み、再び芸術的方向性を変え、ポール・クラインという名義で書籍の挿画を手がけるようになった。 
1987年にエリカーが死去すると、スミスは中世の死の舞踏や、このジャンルを再興したメキシコの美術家ホセ・グアダルーペ・ポサダに影響されたエロティックな素描のシリーズを生み出し始めた。こうした作品は、AIDSが同性愛者のコミュニティに与えた衝撃に対する、スミスの恐怖を反映したものであった。ジェラルディン・ノーマン (Geraldine Norman) は、『インデペンデント』紙に寄せた記事の中で、これらの作品を「恐ろしい (terrifying)」ものだとした上で、作品群が「高度に仕上げられたアカデミー様式、19世紀のフランスのアカデミーで教授されていたような繊細な素描の残照 (a highly finished academic style, reminiscent of the fine drawing taught by 19th century French academies)」を用いていると評した。この作品群は、サンディエゴのリタ・ディーン・ギャラリー (the Rita Dean gallery) で展示された。
この頃、スミスは、ロサンゼルスのハスラー（同性愛の売春）の世界の周縁にも身を置いていた。彼はリック・カストロと知り合い、アンブローズ・サパーステイン (Ambrose Sapperstein) という印象深い役で1996年の映画『ハスラー・ホワイト』に出演した 。
1996年には、スミスの自伝が出版されたが、これは本人曰く、ヘボンの自伝の主張の一部に反論するために書かれたものであったという。
1997年、スミスはロンドンに戻った。その後も執筆を続け、おもに詩を書いていたが、死と同性愛のエロスに関する素描の制作も、2021年に死去するまで継続していた。

## 著作
- Fools, clowns and jesters by Paul Cline, Green Tiger Press, 1984 ISBN 0-914676-88-1
- Mama, were you ever young? by John Williams Hay, Paul Cline and Judythe Sieck, Little Simon Press, 1989 ISBN 0-88138-134-9
- Amy and Nathaniel by Welleran Poltarnees and Paul Cline, Simon & Schuster, 1989 ISBN 0-88138-118-7
- Booboo's dream by Paul Cline and Judythe Sieck, Simon & Schuster, 1990 ISBN 0-9625261-1-8
- My mothers' hands by Paul Cline and Sheila McGraw, Aladdin Paperbacks, 1991 ISBN 0-9625261-2-6
- Ginger's moon by Paul Cline and Judythe Sieck, Green Tiger Press, 1991 ISBN 0-9625261-0-X
- Grummit's day by Paul Cline and Patricia Graham Rogers, Simon & Schuster, 1991 ISBN 0-9625261-3-4
- My father's hands by Sheila McGraw and Paul Cline, Aladdin Paperbacks, 1992 ISBN 0-9625261-6-9
- The Angel who forgot by Elisa Bartone and Paul Cline, Simon & Schuster, 1992 ISBN 0-671-76037-8
- A Most memorable birthday by Welleran Poltarnees, Paul Cline and Judythe Sieck, Simon & Schuster, 1993 ISBN 0-671-77862-5
- Celebration: the autobiography of Graham David Smith by Graham David Smith, Mainstream, 1996 ISBN 1-85158-843-4